# Saint François (Zurbarán)
Saint François est une huile sur toile de grandes dimensions (209 × 110 cm) de Francisco de Zurbarán, conservée au musée des Beaux-Arts de Lyon depuis 1807.
Francisco de Zurbarán est un artiste adepte des peintures religieuses. En effet, peintre du monde monastique et religieux, son œuvre nous dépeint une multitude de moines, saints et saintes. Il est indéniable de dire qu’il s’agit de la partie la plus féconde de son œuvre.

## Historique de l’œuvre
Cette œuvre de Francisco de Zurbarán est le seul tableau dont la provenance est connue en France avant le XIXe siècle. Il semble avoir initialement été peint pour un couvent de Madrid. Puis, la reine Marie Thérèse d’Espagne aurait donné ce tableau à un couvent de Franciscaines « les Colinettes » de Lyon. Ce couvent avait été fondé par le marquis et la marquise de Coligny en 1665 et suivait justement la règle de saint François. Le premier conservateur du musée de Lyon François Artaud rapporte comme anecdote que la toile fait si forte impression aux religieuses qu'elle est remisée dans un grenier.
À la Révolution, il est vendu à un peintre et graveur lyonnais, Jean-Jacques de Boissieu. Celui-ci l'utilise en 1797 comme modèle pour une de ses estampes : Les pères du désert. Quelques années plus tard, en 1807, à la suite des troubles engendrés par la Révolution, ce dernier vend le tableau de Zurbarán au musée des Beaux-Arts de Lyon. Ce tableau a longtemps été attribué à José de Ribera, avant d’être justement attribué de nouveau à son auteur d'origine en 1847.

## Description
Le tableau représente saint François d'Assise habillé de sa robe de laine grise, appelée bure. Il semble être en position de prière et a les yeux levés au ciel. Contrairement à ce que l’on pourrait croire au premier regard, Zurbarán ne nous fait pas ici un portrait de saint François mais nous représente plutôt son corps, mort. Le tableau offre un camaïeu de bruns assez sombres, ce qui nous laisse dans une atmosphère assez morbide et effrayante. Seul le visage du saint est montré : on ne voit ni ses pieds, ni ses mains, ce qui accentue le mystère autour du personnage.

### État du tableau
L'œuvre a été transposée toile sur toile et restaurée en 1936 puis entièrement nettoyée en 1992.
Une seconde restauration débute en 2023

## Contexte
Ce tableau est peint lors du conflit qui oppose la France à l’Espagne, conflit dû à la guerre de Trente Ans qui  oppose les deux pays. En 1659, date de l'achèvement de l’œuvre, le traité des Pyrénées est signé. Il signe la fin de la guerre entre les Français et les Espagnols. La France devient alors la plus grande puissance européenne avec la dynastie régnante des Bourbons. Lors de ce traité est signé le contrat de mariage entre Louis XIV et Marie Thérèse d'Autriche, ce qui allie les deux pays ennemis.

## Analyse

### Choix du sujet
Saint François s’avère être le saint que l'auteur a représenté avec prédilection. C’est un personnage qui l’inspire. Par exemple, à Londres la National Gallery expose deux autres de ses représentations de saint François : Saint François d’Assise en prière et Saint François à genoux avec une tête de mort. À Madrid une dernière huile sur toile représentant saint François est exposée, il s’agit également de Saint François à genoux avec une tête de mort.
Selon la légende, en 1449, le pape Nicolas V visita la crypte où repose saint François à Assise et y aurait découvert, comme le pape Sixte IV plus tard, le corps du saint momifié et intact, debout et en extase. C’est cette légende très connue que le peintre espagnol Zurbarán a choisi de représenter. Cette représentation particulière du saint est assez rare dans l'iconographie chrétienne.

### Réalisation de l’œuvre
Cette œuvre est une huile sur toile, permettant alors à Zurbarán d'exposer de nombreux détails comme le drapé du vêtement du saint ou encore l'expression de son visage.
Dans cette toile, le peintre utilise également la technique du clair-obscur : cela crée des effets de contrastes violents entre le personnage et son tombeau. Ces effets de clair-obscur permettent de poser le saint dans l’espace, et il semble alors transformé en statue. La rigidité du corps du personnage confirme cette idée.

### Composition

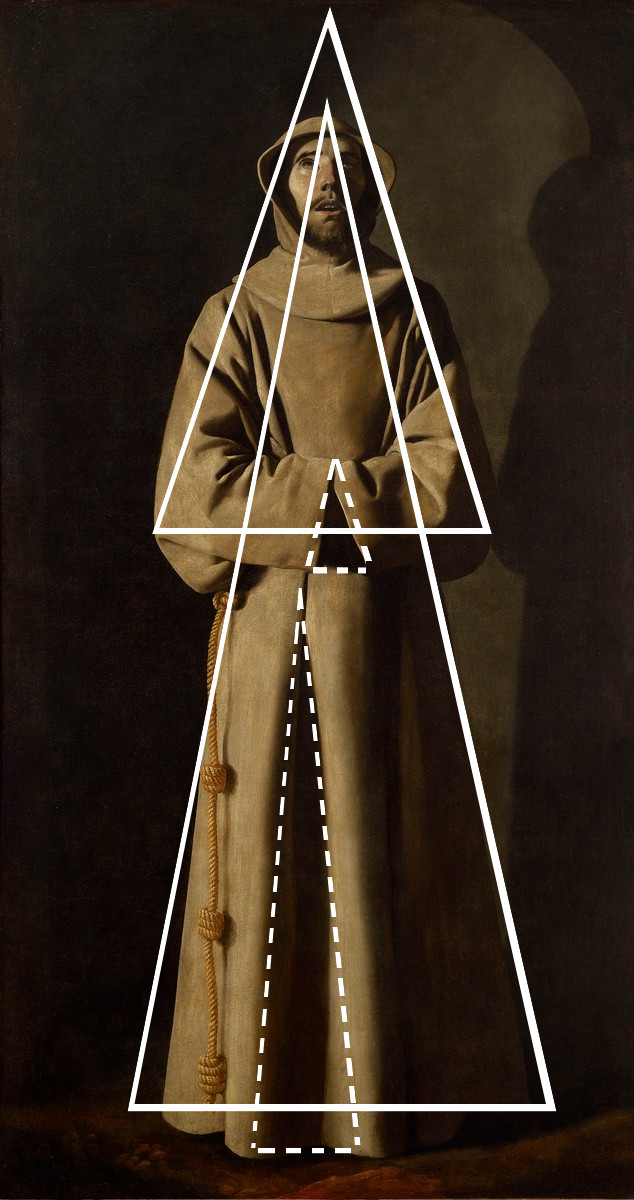

La structure du tableau se compose de plusieurs triangles, dont le sommet pointe toujours vers le haut du tableau. Ces triangles se projettent vers un hors cadre supérieur, qui représente le divin. Il y a deux triangles majeurs : le premier, dont la base est le bas du vêtement de saint François et le sommet arrive en haut de sa capuche et le deuxième dont les points de base sont les deux extrémités des coudes repliés du personnage et dont le sommet se dirige vers un hors champ, que l’on peut voir grâce à la direction du regard de saint François. D’autres petits triangles supplémentaires sont formés par les ombres des vêtements du personnage. Par l’utilisation de ces quatre triangles, saint François paraît tiré vers le haut par une force céleste.

### Esthétique
Cette œuvre du XVIIe siècle appartient au Siècle d'or espagnol et s'inscrit dans un mouvement qualifié de baroque. Francisco de Zurbarán est également un peintre très inspiré par Le Caravage, dont il va reprendre les teintes sombres.
Zurbarán se distingue dans les peintures religieuses car son art révèle une grande force visuelle et un profond mysticisme. Son style austère et sombre évolue peu à peu pour se rapprocher des grands maîtres maniéristes italiens. Ses représentations s’éloignent du réalisme et ses compositions s’éclaircissent dans des tons de plus en plus acides.
À cette époque, le baroque se diffuse dans les pays catholiques tels que l’Espagne et la France, et ce mouvement se met au service de l’Église, et plus particulièrement des Jésuites : architecture avec des formes irrégulières, etc. Cet art, qu’utilise en partie Zurbarán (en effet il reste classique dans l’utilisation des formes), ferait la promotion des sentiments religieux chez ceux qui le regardent en les impressionnant par les effets de mouvement, les jeux d’ombre et de lumière, etc.

## Choix de représentation
Zurbarán peint ici une apparition terrifiante par son caractère monumental et sculptural. La lumière rasante issue de la porte ouverte à gauche souligne les volumes de la robe monochrome, déclinant toutes les nuances de couleurs sombres. L'ombre du corps se découpe à droite sur le mur, comme une présence invisible. On peut apercevoir seulement le visage aux yeux révulsés qui dépasse de la bure, avec sa bouche entrouverte qui semble prononcer un dialogue silencieux, ce qui suggère la communication avec cet au-delà. Cette systématisation du clair obscur, comme chez Le Caravage, a une signification symbolique : le monde terrestre est plongé dans l’obscurité, et l’intrusion divine se signale par la lumière. Ce procédé permet d’augmenter la tension dramatique et de figer les attitudes.

## Réception

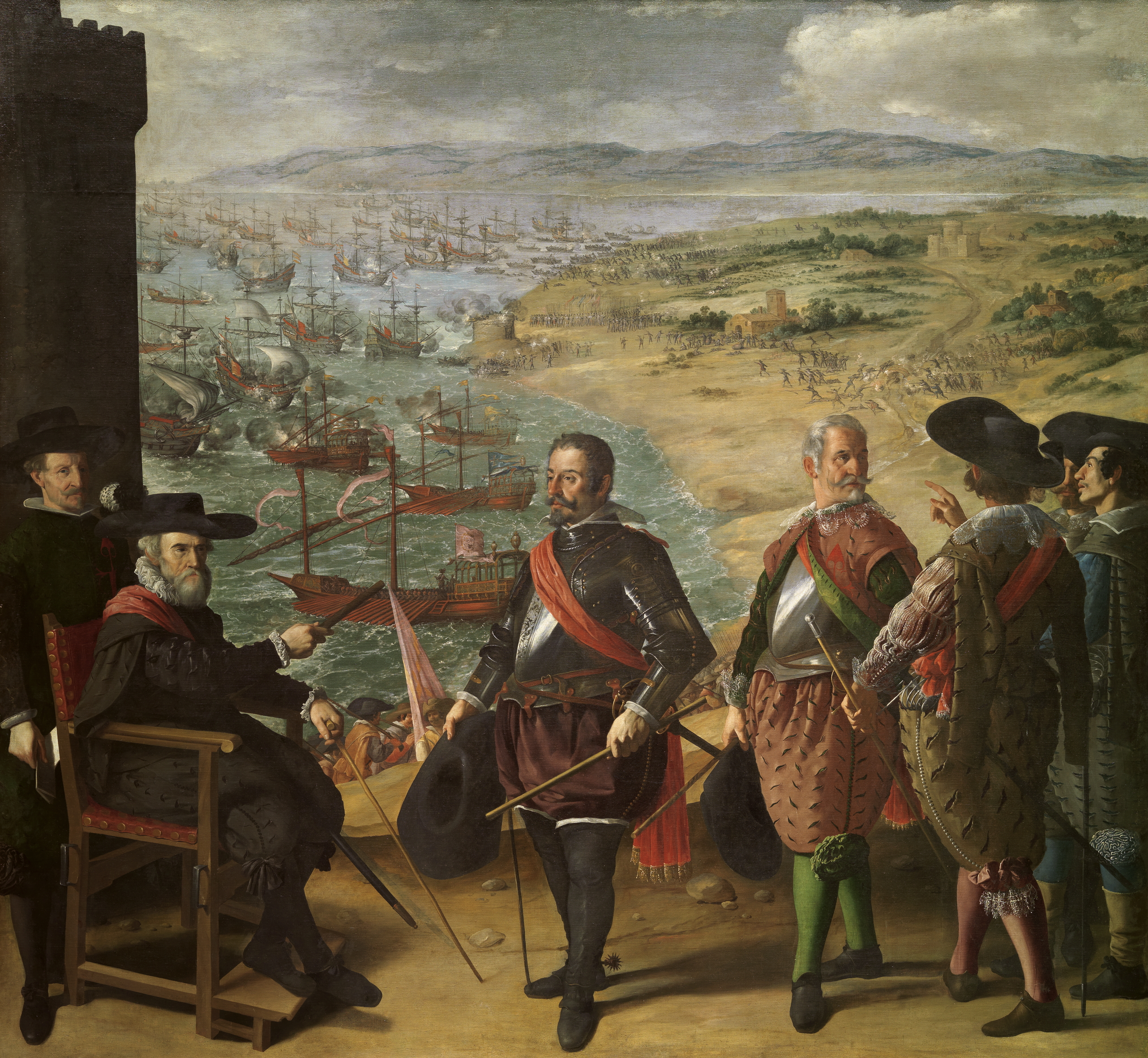
La défense de Cadix, 1634, musée du Prado, Madrid.

Zurbarán est un peintre adulé de l’Âge d’or espagnol, il a été nommé « Peintre du roi » Philippe IV à son époque. Il a aussi été appelé à décorer le Salon de los Reinos du palais du Buen Retiro en 1634 avec son ami Velazquez. Son œuvre a fait l’objet de nombreuses commandes royales ou de particuliers : il a peint pour le roi, La Défense de Cadix, en 1634. Il est également resté très prisé après sa mort et son œuvre a été sollicitée  par des hommes politiques français comme Joseph Bonaparte ou Louis-Philippe. Il ne s'est cependant jamais limité à la commande : il défendait sa liberté de peintre.

## Expositions
Cette toile a été exposée à de nombreuses reprises. Cette liste est constituée à partir du catalogue de Lavergne-Durey de 1993 :
- Lyon, Salon des arts, Catalogue des ouvrages de peinture, sculpture, dessin et gravure exposés à Lyon, au Salon des Arts, le 25 août 1786, 1786, n°37 (anonyme)
- Lyon, Exposition diocésaine, Art religieux, 1936, n°67 (Zurbarán)
- Paris, galerie Charpentier, Cent tableaux d'art religieux du XIVe siècle à nos jours, 1952, n° 100, fig.
- Bordeaux, galerie des Beaux-Arts, L'âge d'or espagnol, la peinture en Espagne et en France autour du Caravagisme, 1955, n°82, pl. XIX
- Paris, musée des Arts décoratifs, Trésors de la peinture espagnole, églises et musées de France, 1963, n° 103, fig. pp. 254-255
- New York, The Metropolitan museum of art, Zurbarán, 1987, n°69, pl., p. 307
- Paris, galeries nationales du Grand Palais, Zurbarán, 1988, n°69, pl. p. 335.

## Autres versions
Il existe deux autres versions autographes de ce tableau conservées l'un à Boston au musée des Beaux-Arts à Boston et l'autre à Barcelone au musée national d'Art de Catalogne.

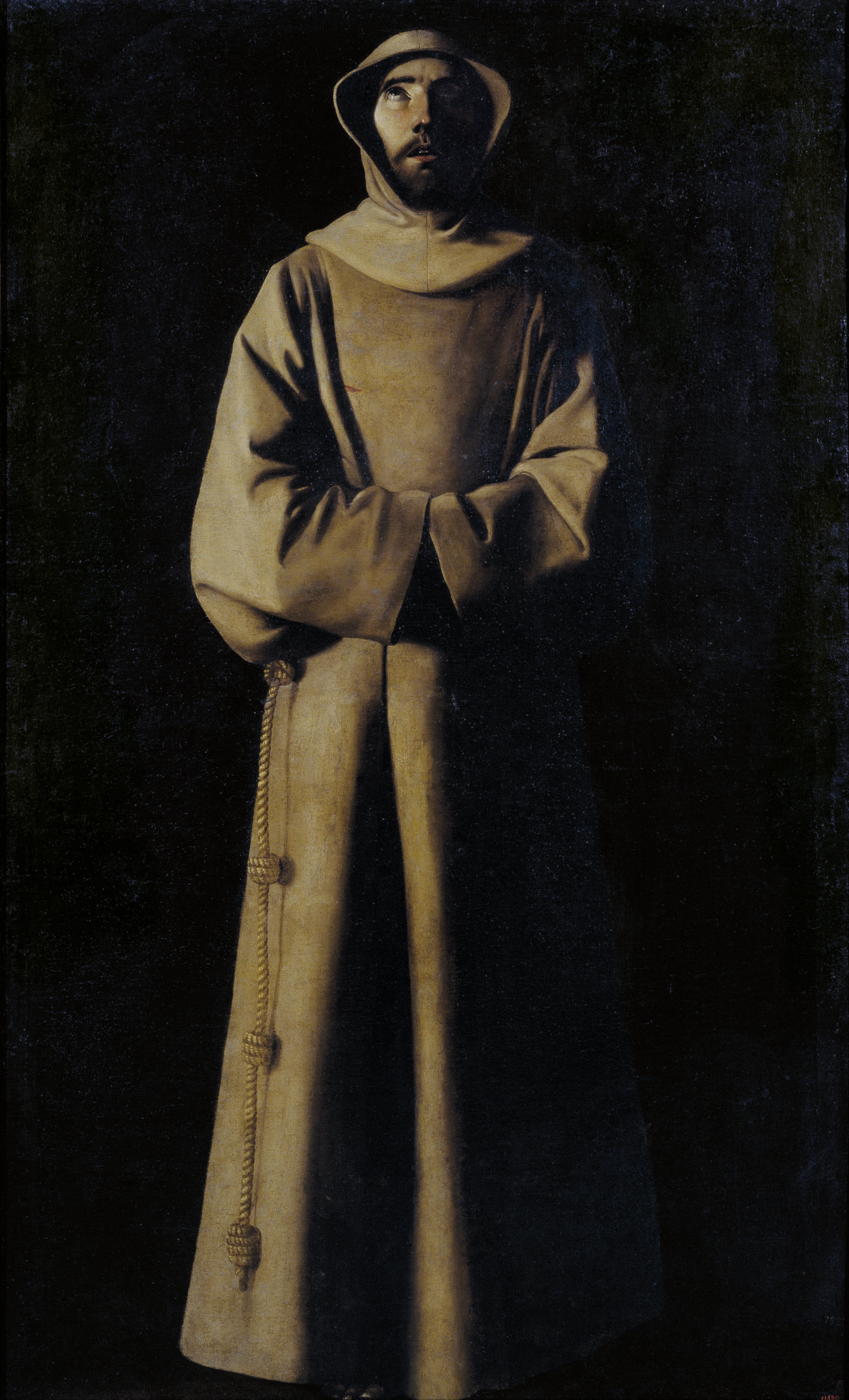
Musée national d'Art de Catalogne, Barcelone.
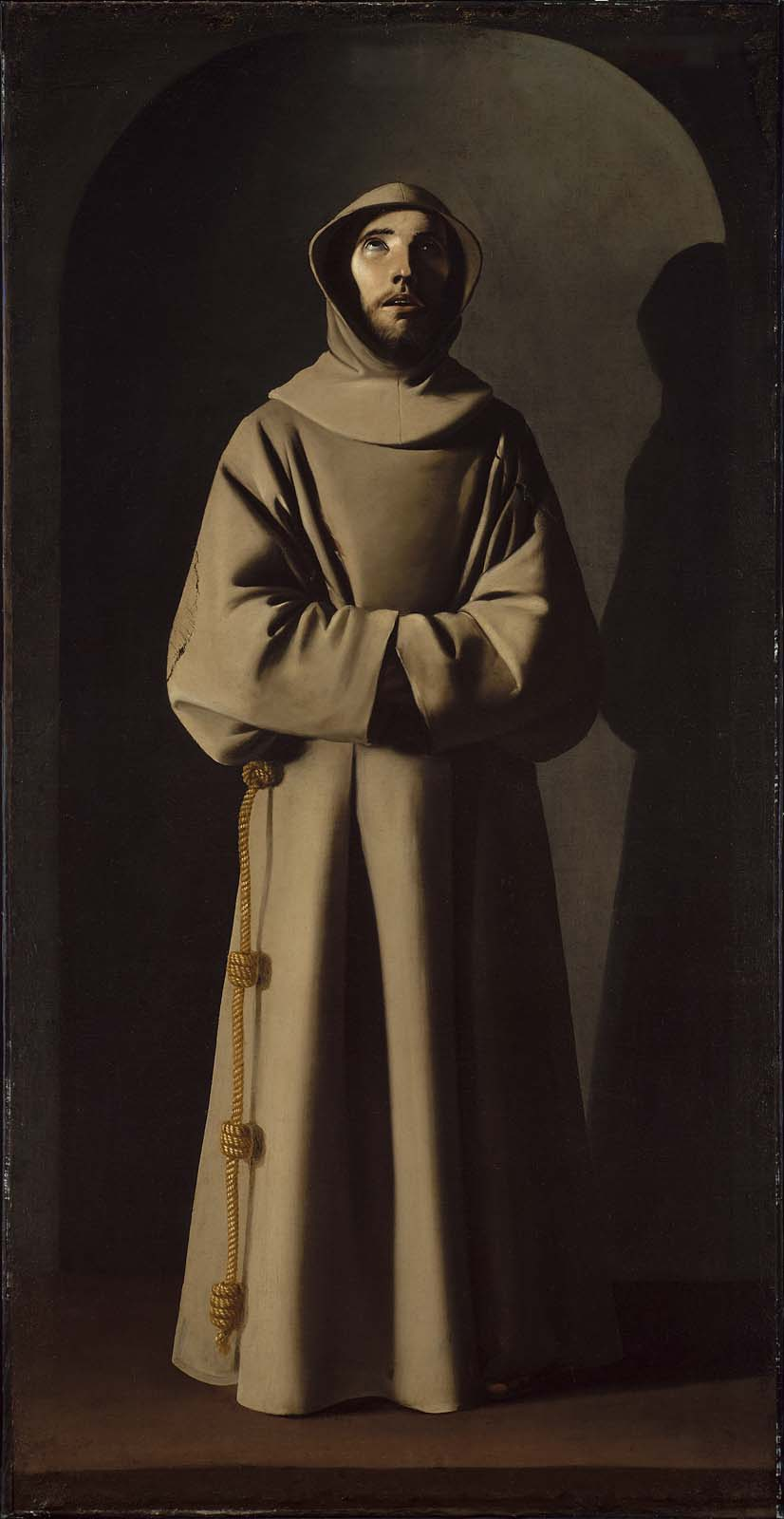
Musée des Beaux-Arts, Boston.

Une réplique avec de menues variantes issue de l'atelier du peintre est conservée au couvent des Descalzas Reales.
Une autre version, de moins bonne facture, est conservée au château de Villandry et a fait partie de la collection Carvello.

### Ouvrages sur Zurbarán
- Arsenio Moreno, Zurbarán, Espagne, 1998
- Paul Guinard et Roger Catherineau, Zurbarán et les peintres espagnols de la vie monastique, 1988
- Véronique Gerard-Pçowell, Autour de Zurbarán, catalogue raisonné des peintures de l'école espagnole du XVe siècle au XIXe siècle, 2000.

### Ouvrages généraux sur les collections du musée
- Philippe Merlo-Morat et Vincent Cochet, La Peinture espagnole au MBA de Lyon : Les peintures anciennes (Moyen-âge et Siècle d'or), Lyon, PU Saint-Etienne, 2012, 130 p. (ISBN 978-2-86272-625-0)
- Valéry Lavergne-Durey, Catalogue sommaire illustré des peintures du musée des Beaux-Arts de Lyon : Écoles étrangères XIIIe – XIXe siècles, t. I. Écoles étrangères, XIIIe – XIXe siècles : Allemagne, Espagne, Italie et divers, Avignon, Réunion des musées nationaux - musée des Beaux-Arts de Lyon, 1993, 310 p. (ISBN 978-2-7118-2923-1)
- Valéry Lavergne-Durey, Chefs-d’œuvre de la Peinture Italienne et Espagnole, Lyon, Réunion des musées nationaux - musée des Beaux-Arts de Lyon, 1992 (ISBN 978-2-7118-2571-4)

### Ouvrages et articles sur l'œuvre
- L. A. Millin, « Le Musée lapidaire, le musée de peinture et le Cabinet des antiques à Lyon, en 1811, Artaud et Revoil », Revue du Lyonnais, 2, 1843, p. 335 (Ribera)
- G. F. Waagen, « Bemerkungen über Kuntswerken in einingen Provinzen Frankreich, etc. », Deutsches Kunstblatt (de), VII, 1856p. 392 (Zurbarán)
- F. Rolle, « Enlèvement des tableaux du musée de Lyon en 1815 », Revue du Lyonnais, I, 1867, p. 373-374 (Ribera)
- L. Clément de Ris, Les musées de Province, histoire et description, Paris, 1872, pp. 221-222
- L. Clément de Ris, « Notes sur les musées de Marseille et de Lyon », La Gazette des beaux-arts, XXIII (2ème période XXIV), Paris, 1881, p. 96
- P. L. Cascalez y Munoz, Francisco de Zurbarán : su epoca, su vida y sus obras, Madrid, 1911, p. 53
- H. Kehrer, Francisco de Zurbarán, Munich, 1918, pp. 121-123
- E. Mâle, L'art religieux de la fin du XVIe siècle, du XVIIe siècle et du XVIIIe siècle. Étude sur l'iconographie après le concile de Trente. Italie, France, Espagne, Flandres, Paris, 1932, rééd. 1984, p. 179, fig. 173
- A. L. Mayer, Historia de la pintura espanola, Madrid, 1947, p. 343
- M. L. Caturla, Catalogue de l'exposition « Zurbarán » au Palacio de Carlo, Grenade, 1953, p. 67
- G. Demerson, « À propos du Saint François d'Assise de Zurbarán au musée des Beaux-Arts de Lyon », Bulletin des musées et monuments lyonnais, n°4, 1953, pp. 69-80
- M. S. Soria, The painting of Zurbarán, Londres, 1953, n° 183
- J. A. Gaya Nuno, La pintura espanola fuera de espana (Historia y Catalogo), Madrid, 1958, p. 344, n° 3106
- Paul Guinard, Zurbarán et les peintres espagnols de la vie monastique, Paris, 1960, pp. 85, 252-253 n° 373
- J. Vergnet-Ruiz, « Peintures espagnoles des musées de France », La Revue du Louvre et des musées de France, n°6, 1962, p. 255, fig. 8 p. 253
- M. Laclotte et J. Baticle, « Spanish paintings from french museums », Apollo, février 1963, pp. 120-126
- T. Frati et P. Guinard, Tout l'œuvre peint de Zurbarán, Paris, Flammarion, 1975, 111 p
- M.-F. Perez, « L'exposition du "Sallon des Arts" de Lyon en 1786 », La Gazette des beaux-arts, II, 1975, pp. 199-206
- D. Ternois, « Tableaux des églises de Lyon réservés pour le Conservatoire des Arts : quatre inventaires », Archives de l'art français, XXV, 1978, pp. 227-248
- O. Delenda, « Zurbarán, interprète idéal de la Contre-réforme », La Revue du Louvre et des musées de France, n°2, 1988, pp. 117-126
- M.-Cl. chaudonneret, Les muses de messidor, peintres et sculpteurs lyonnais de la Révolution à l'Empire. Exposition au musée des Beaux-Arts de Lyon du 22 novembre 1989 au 11 février 1990, 1989  (ISBN 978-2901306245), pp. 43, 131, fig. 6 p. 43
- J. Sureda, Capolavori dal Museo d'Arte della Catalogna, Tredici opere dal Romanico al Barocco, 1990, Accedemia Spagnola di Storia, Archeologia e Belle Arti,  (ISBN 978-8878133143), p. 48.